# 奧韋爾 (紐約州)
奧韋爾（英語：Orwell）是一個位於美國紐約州奧斯威戈縣的鎮。

## 人口
根據2020年美國人口普查的數據，奧韋爾的面積為106.88平方千米，當中陸地面積為102.52平方千米，而水域面積為4.36平方千米。當地共有人口1077人，而人口密度為每平方千米10人。